# Ochetostoma azoricum
Ochetostoma azoricum är en djurart som tillhör fylumet skedmaskar, och som beskrevs av Rogers, A.D. och R.D.M. Nash 1996. Ochetostoma azoricum ingår i släktet Ochetostoma och familjen Echiuridae. Inga underarter finns listade i Catalogue of Life.